# Ogród Saski w Lublinie
Park Saski lub Ogród Saski w Lublinie – park miejski w Lublinie założony w 1837 roku według projektu inżyniera Feliksa Bieczyńskiego w stylu angielskim. Pod koniec XIX wieku wokół parku postawiono ozdobne ogrodzenie z bramą i domkiem odźwiernego. Ogrodzenie i bramę rozebrano po II wojnie światowej, pozostawiając jedynie wspomniany domek. Ich odbudowę rozpoczęto w roku 2007, a zakończono w 2008. Ogród ma około 12,8 ha powierzchni. Jest wpisany do rejestru zabytków pod nr rej.: A/847 z 12.11.1982 i z 28.12.2014

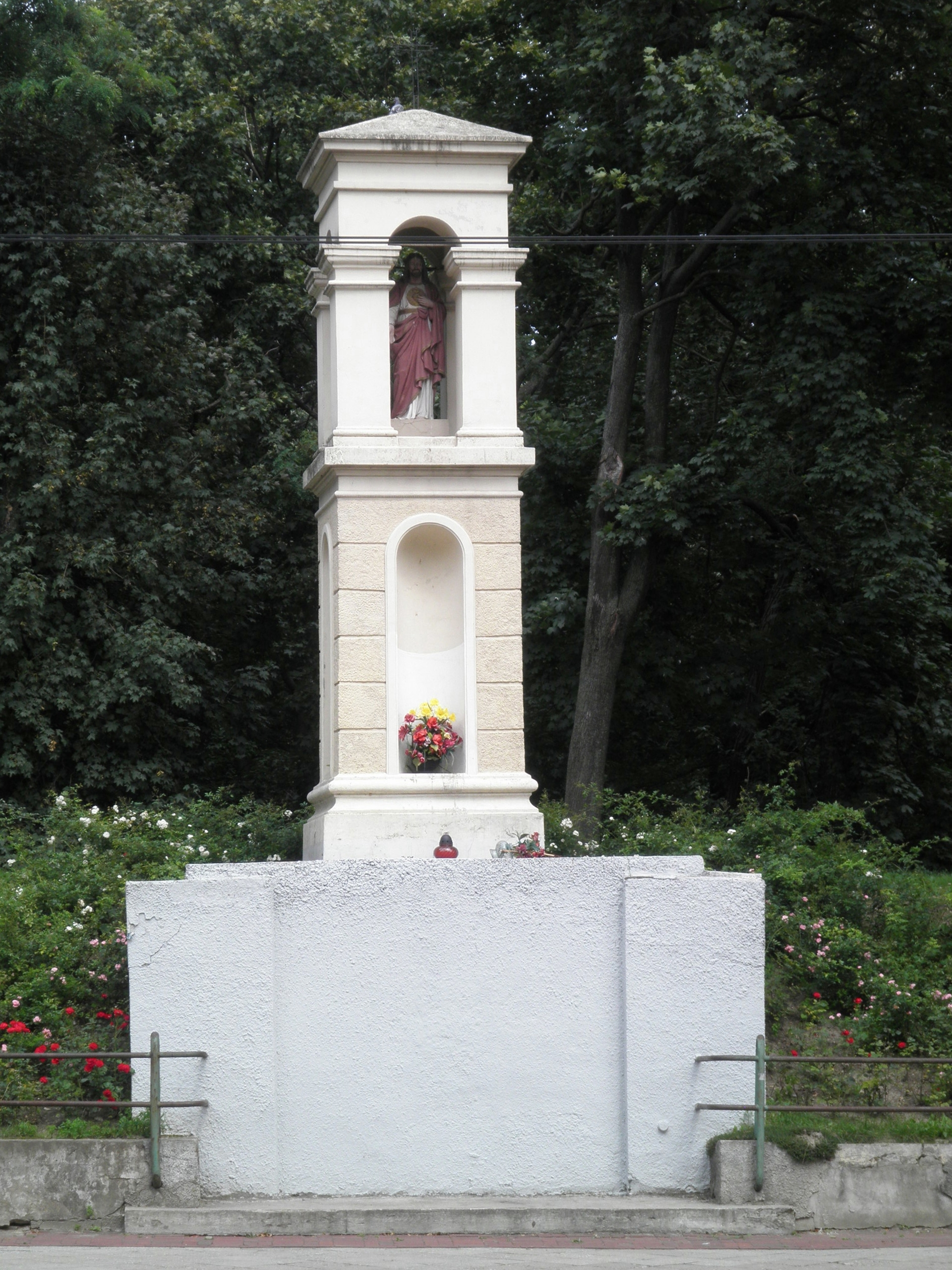
Kapliczka w Parku Saskim, przy Alejach Racławickich

## Pomnik przyrody
W jego południowej części rośnie topola biała o obwodzie 610 cm uznana za pomnik przyrody w 1997 roku.

## Historia
Ogród Saski jest najstarszym parkiem Lublina, nazwanym tak od 1860 roku na wzór warszawski. Położony obecnie przy Al. Racławickich park został założony w 1837 roku na pofałdowanych terenach należących do lubelskich dominikanów. Pracami nad jego powstaniem kierował Feliks Łodzia Bieczyński. Początkowo ogrodzony i ekskluzywny, jednak na początku XX wieku pod presją społeczną stał się ogólnie dostępny.
W lutym 2012 roku rozpoczęto gruntowną rewitalizację Ogrodu Saskiego. Prace objęły: wymianę ogrodzenia, wymianę nawierzchni ścieżek, uporządkowanie roślinności, remont stawu, budowę kanalizacji deszczowej, przebudowę placu zabaw, rewitalizację muszli koncertowej i szaletu. Prace remontowe zakończono w 2013 roku, nakładem ok. 13 milionów złotych.

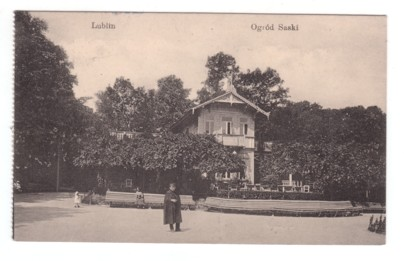
Pocztówka z Ogrodem Saskim w Lublinie z około 1916 roku.
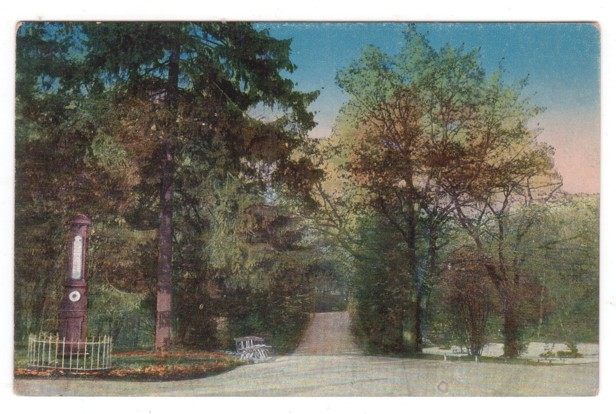
Ogród Saski około 1916 roku - aleja główna z nieistniejącym już zegarem.